# چیکورین-این
چیکورین-این (به ژاپنی: 竹林院) یا هارو (به ژاپنی: 春)؛ یکی از شخصیت‌های زن در دوره سنگوکو و آزوچی-مومویاما در ژاپن بود. او دختر اوتانی یوشیتسوگو و همسر اصلی سانادا یوکیمورا بود. او مادر پسر ارشد یوکیمورا بنام سانادا یوکیماسا پسر دوم سانادا مورینوبو و دو دختر او بود. هارو همچنین از فرزندان دیگری که یوکیمورا از همسران غیراصلی اش داشت، نیز مواظبت می‌کرد.